# اتحادیه تکواندو آسیا
اتحادیه تکواندو آسیا (انگلیسی: WT Asia) یا فدراسیون تکواندو آسیا، یک نهاد رسمی برای ورزش تکواندو در آسیا می‌باشد به عنوان عضو منطقه‌ای فدراسیون جهانی تکواندو فعالیت می‌کند.